# Театральная площадь (Саратов)
Театра́льная пло́щадь (до 1812 года — Хле́бная пло́щадь, в начале XIX официально Торго́вая пло́щадь, с 1920 по 1991 год — пло́щадь Револю́ции) — площадь в центре Саратова. Считается центром города, так как находится на пересечении важнейших центральных улиц города, имеет площадь более 64 тыс. м². На площади расположены некоторые строения (см. ниже) и сквер, ограничивающие свободную часть площади до 10,2 тыс. м².

## Расположение
Площадь находится между улицами Радищева, Максима Горького, Московской. В площадь упирается улица Первомайская, и от площади начинается улица Киселёва, ранее единая с Первомайской. Собственная проезжая часть (и нумерация домов) идёт от улицы Радищева до улицы Большой Казачьей. Остальные здания на площади и вокруг неё нумерованы по улицам окружающим площадь. В районе площади (угол ул. Большой Казачьей и ул. Горького) сходятся границы трёх городских районов: Волжского, Кировского и Фрунзенского. Собственно территория площади относится к Волжскому району.

## История
По новому генеральному плану, утверждённому в 1812 году (после сильного пожара 1811 года, который уничтожил большую часть города) в Саратове появились прямоугольная сетка улиц и большие новые площади. Хлебная площадь стала одной из 3-х новых торговых площадей наряду с Дровяной (позднее Митрофаньевской, сегодня им. Кирова) и Сенной. Изначально площадь занимала прямоугольник между Цыганской (Кутякова), Никольской (Радищева), Большой Казачьей и Александровской (М. Горького) улицами, то есть в два раза больше, чем сегодня. Очень быстро почти вся площадь была застроена многочисленными двухэтажными торговыми корпусами. На первых этажах находились лавки, а на вторых — купеческие конторы. Подобное устройство торговых районов было типично для русских городов (см. Апраксин двор).
По построенному в 1815 году деревянному театру, южная часть площади стала называться Театральной. Каменный театр был построен 1865 году. Напротив него в 1885 году был открыт первый в России общедоступный художественный музей им. Радищева. Только южная часть бывшей Хлебной площади оставалась незастроенной к концу XIX века. Остальные 3/4 части площади была полностью застроены торговыми рядами, в том числе Новым гостиным двором, расположенным вдоль улицы Московской между биржей и Народной аудиторией. Различными торговыми заведениями, гостиницами и банками были плотно застроены все улицы вокруг площади.
На площади было три культовых сооружения: Петропавловская церковь (1818) и две часовни — Иверская и Александра Невского.
Официально площадь называлась Торговой, однако более употребительным стало название Верхние ряды или Верхний рынок (в отличие от Нижних рядов на Старо-соборной (Музейной) площади). Сегодня название Верхний рынок сохранилось для отрезка улицы Челюскинцев проходившего через площадь. Сейчас это тупиковая, закрытая для проезда улочка на территории комплекса правительства области.
С приходом к власти коммунистов, торговле пришлось потесниться. Первой жертвой стал Новый гостиный двор, сгоревший дотла в канун первой годовщины Октябрьской революции — 5 ноября 1918 года. Пустырь на его месте был переименован в площадь Революции в 1920 году. Напротив театра была устроена братская могила погибших при подавлении контрреволюционного мятежа в мае 1918 года. Позднее в могилу были дозахоронены убитые члены большевистских отрядов (латышские стрелки).
Здания вокруг площади стали занимать советские, партийные и учебные учреждения. После окончания НЭПа очередь дошла до Верхних торговых рядов, которые были переданы под швейную фабрику, типографию, хлебзавод. Частично торговля сохранялась в корпусах по улицам Радищева и Кутякова. Но и они были снесены в 1960—1970 годы, чтобы освободить место для НИИ. На месте снесённой в тридцатые годы Петропавловской церкви в 1975—1980 году было построено новое здание Облисполкома. Несколько старых торговых корпусов сохранилось по улице М.Горького от Московской до Кутякова. Два из них выполняли свою торговую функцию до 1990-х годов, когда они пали жертвой разбухшего аппарата областной администрации. После того как весь квартал был огорожен металлическим забором, ничего не напоминает, что здесь была крупнейшая торговая площадь старого Саратова.
Площадь Революции использовалась для проведения демонстраций трудящихся 1 мая и 7 ноября в течение всего советского периода.
Площадь была очень слабо благоустроена до конца 1950-х годов. Чахлый скверик между театром и музеем, был расширен и реконструирован, после того как над братской могилой в канун 40-й годовщины Октябрьской революции был установлен памятник. Спустя 10 лет был зажжён вечный огонь. Памятник В. И. Ленину и сквер вокруг него был открыт в 1970 году.

## Примечательные здания
Собственно в квартале площади
- Саратовский театр оперы и балета 1865 г. арх. К. В. Тиден, перестроено 1962 г. арх. Т. В. Ботяновский.
- Саратовская областная универсальная научная библиотека (бывш. Народная аудитория, кинотеатр Ударник). 1898 г. арх. Н. М. Проскурин
- Художественный музей им. А. Н. Радищева 1885 г. арх. И. В. Штром
- Корпус 3 Художественный музей им. А. Н. Радищева (бывш. Биржа, корпус № 4 СГУ, корпус ПАГС). 1890 г. арх. Ф. И. Шустер
- Часовня Животворный источник (восстановлена в 1998 на месте часовни Александра Невского 1866 года постройки).

- Театр оперы и балета
- Универсальная научная библиотека
- Художественный музей имени А.Н. Радищева
- Филиал музея и Часовня

От улицы Радищева до улицы М.Горького
- № 1 Корпус СГАУ. (бывш. дом Вакурова и гостиница Столичная, Управление РУЖД, Высшие сельскохозяйственные курсы). 1874 г. арх. А. М. Салько
- № 5 Корпус СГМУ. (бывш. Русский торгово-промышленный банк).
- № 9 Детская художественная школа (бывш. Паль, Русский для внешней торговли банк). Здание признано аварийным и выселено.
- № 11 Министерство юстиции Саратовской области (бывш. Волжско-Камский банк, Экономический институт). 1887—89 г.
- № 13 Дворец творчества детей и молодёжи им. Табакова О. П. (бывш. Здание городского общественного банка, Дворец пионеров). 1913 г. арх. П. М. Зыбин

По улице М. Горького
- № 41 Здание ОАО Саратовгаз (в том числе Газпромбанк).
- № 43 Сбербанк (бывш. Азовско-Донской банк). 1913 г. Ф. И. Лидваль
- № 45 Корпус СГАП (бывш. Торговый Дом Борель).
- № 47 Магазин Свет (Дом Сатова).

По улице Московской
- № 84 Гостиница и ресторан Москва. (бывш. здание Общества взаимного кредита). 1901 г. арх. А. М. Салько
- Бывш. корпус торговых рядов на Верхнем базаре (ныне один из корпусов обл.правительства).
- № 72 Главный корпус правительства области.
- № 70 Нижне-Волжский научно-исследовательский институт геологии и геофизики (в том числе Альфа банк).
- № 66 Центральный научно-исследовательский институт измерительных приборов.
- № 64 Лицей № 4 (Бывш. Окружной суд, Губсовнархоз, школа Гражданского воздушного флота, Саратовское суворовское военное училище, Средняя школа № 4). 1879 г. арх. А. М. Салько

По улице Радищева
- № 30 Бывш. Пассаж Лаптева. 1881 г.
- № 28 Экономбанк.
- № 26 Здание администрации Саратова (бывш. дом Кузнецова/Бендера). 1867 г. Фасады 1913 г.
- № 24А Саратовская областная дума (бывш. горком КПСС).
- № 24Б Саратовская духовная семинария.

## Памятники
- Памятник Ленину В. И. (скульптор Кибальников А. П., архитектор Менякин Ю. И.)
- Борцам социалистической революции 1917 года (скульптор Перфилов В. И.).
- Сотрудникам правоохранительных органов, погибшим при исполнении служебного долга.
- Поклонный крест (Кириллу и Мефодию) (скульптор Клыков В. М.).
- Радищеву А. Н. (скульптор Кибальников А. П.).
- Столыпину П. А. (скульптор Клыков В. М.).
- Табакову О. П. (скульптор Щербаков А. А.).
- Сердце губернии (скульпторы А. и С. Щербаковы).

- Памятник Ленину на Театральной площади
- Памятник Борцам социалистической революции 1917г
- Памятник Радищеву А. Н.
- Памятник сотрудникам МВД
- Памятник Табакову О.П.
- Поклонный крест Кириллу и Мефодию
- Памятник Столыпину П.А.
- Скульптура Сердце губернии

## Достопримечательности
- Мозаика на стене здания Правительства Саратовской области
- Портрет Янковского О. И. на стене ТК Феникс.

## Транспорт
Движение вокруг площади одностороннее (по часовой стрелке). На улице Московской и Горького есть выделенная встречная линия для общественного транспорта.
Стоянка возможна только вдоль сквера на южной стороне площади и на двух крошечных платных стоянках у библиотеки и корпуса ПАГС.

### Общественный транспорт
Конечная остановка Театральная площадь (у Универсальной библиотеки).
- Троллейбус № 3 (до улицы Грибова (стадион Спартак))
- Маршрутные такси № 77

Конечная остановка Театральная площадь (у Газпромбанка угол Б.Казачьей).
- Маршрутное такси № 110 (до 3-го Жилучастка (Заводской район))

Остановка на улице Московской Улица Радищева (у ЦНИИИА)
- Троллейбус № 1 (Славянская (Предмостовая) площадь (Волга) — Железнодорожный вокзал)
- Троллейбус № 5 (Музейная площадь (Волга) — пос. Техстекло)
- Троллейбус № 109 (Энгельс — Железнодорожный вокзал)
- Автобус № 11 (Музейная площадь (Волга) — пос. Солнечный)
- Автобусы 200-х номеров (в Энгельс)
- Маршрутное такси № 33 (Музейная площадь (Волга) — ул. Техническая (СХИ, Студгородок))
- Маршрутное такси № 92 (Ул. Енисейская (пос. Северный) — Славянская (Предмостовая) площадь)
- Маршрутное такси № 96 (Славянская (Предмостовая) площадь — пос. Техстекло)
- Маршрутное такси № 97 (Крытый рынок — пос. Затон)

Остановка на улице Радищева (у Художественного музея)
- Маршрутное такси № 29 (до Октябрьского ущелья)
- Маршрутное такси № 32 (до Смирновского ущелья (Областная больница))
- Маршрутное такси № 97 (пос. Затон — Крытый рынок)

## Интересные факты
В начале 90-х в сквере (справа от памятника Ленину, у бывшего IV корпуса СГУ) появился закладной камень памятнику «Жертвам репрессий». Через десять лет этот камень исчез, зато в сквере с другой стороны памятника Ленину, появился памятник «антагонистам жертв» — Сотрудникам правоохранительных органов, погибшим при исполнении служебного долга.